# Isidoro di Beja
Isidoro di Beja (711 – 754) è stato uno storico e monaco cristiano portoghese.

## Biografia
Isidoro di Beja più conosciuto con il nome di Isidoro Pacensis fu un monaco lusitano. Divenne vescovo di Beja nell'VIII secolo ed è noto per aver scritto la cronaca della famosa Battaglia di Poitiers nella quale Carlo Martello fermò l'avanza degli arabi: "Prospiciunt EuropeensAraba tentoria ordinata". Per la prima volta viene usato in uno scritto storico, il termine "europei" per identificare la coalizione di popoli che si opponeva all'avanzata araba. Gli storici affermano che, il primo ad aver usato il termine "Europa" non come termine geografico ma per indicare un insieme di popoli, fu il monaco irlandese San Colombano in una sua lettera al papa Gregorio Magno alla fine del VI secolo.